# 若昂·阿维兰热

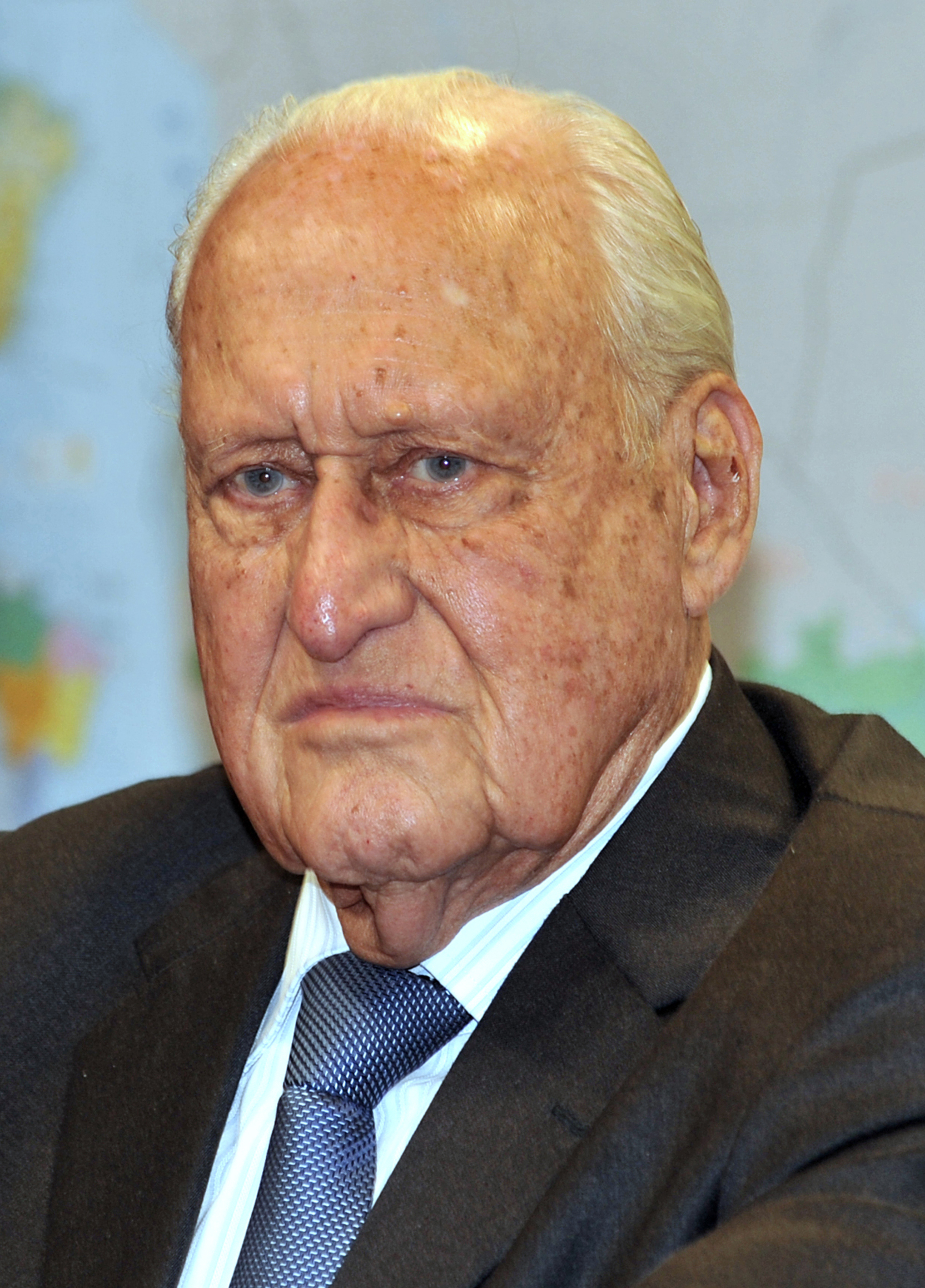
若昂·阿维兰热

（法語發音：[ʒɑ̃ maʁi fostɛ̃ ɡɔdfʁwa də avlɑ̃ʒ]；1916年5月8日—2016年8月16日），通称若昂·阿维兰热（葡萄牙語：João Havelange，葡萄牙語發音：[ʒuˈɐ̃w aviˈlɐ̃ʒi]），巴西人，前国际足联主席，1963年至2011年任国际奥委会委员。

## 生平
阿维兰热出生于里约热内卢一个比利时移民家庭。阿维兰热自小热爱体育运动，他曾代表巴西参加在柏林举行的1936年夏季奥林匹克运动会游泳比赛和在赫尔辛基举行的1952年夏季奥林匹克运动会水球比赛。
1974年，阿维兰热出任国际足联主席，1998年退位，由原秘書長白禮達接任。
在其在任的24年中，成功的將足球引入商業化，并將世界盃足球賽提升至世界上最受歡迎的體育賽事。在他退休后被选为国际足联终身名誉主席。